# Stellmacherhaus (Zgorzelec)
Das Stellmacherhaus (polnisch Dom Kołodzieja bzw. Zagroda Kołodzieja) ist ein Oberlausitzer Umgebindehaus in Polen aus dem Jahr 1822, das 2005 von seinem bisherigen Standort in Wigancice Żytawskie (deutsch: Weigsdorf) in der Nähe von Bogatynia nach Zgorzelec umgesetzt wurde. Heute befindet sich das Haus am Stadtrand nördlich des Gewerbegebietes von Zgorzelec an den Aleje Lipowe, einer Seitenstraße der Droga krajowa 30.
Das Haus wurde 1822 im sächsischen Teil von Weigsdorf errichtet. Zwischen 1851 und 1947 bewohnte das Haus die Stellmacherfamilie Stephan. Nach deren Flucht lebten in dem Haus fünf verschiedene Familien, die alle an Gedenktafeln im Flur des Hauses verewigt sind. Im Jahr 2000 wurde das Haus vom Braunkohletagebau Turów an Elżbieta Lech-Gotthardt übergeben. Das Haus wurde 2005 binnen drei Tagen abgebaut, dabei wurde es in 520 Einzelteile zerlegt. Von den 520 Einzelteilen mussten auf Grund des guten Zustandes des Lärchenholzes nur sechs Teile ersetzt werden. Auch die zahlreichen Stein- und geschmiedeten Eisenbauteile wurden wieder eingesetzt. Die Umsetzung kostete rund 250.000 Euro und wurde vom polnischen Kulturministerium gefördert. Für die Umsetzung des Hauses erhielt Elżbieta Lech-Gotthardt 2006 den Umgebindepreis. Das Haus blieb seit seiner Erbauung bis heute in seiner ursprünglichen Form erhalten und ist das einzige erhaltene Haus des ehemaligen Ortes Wigancice. Auch der Stall und die Scheune sollen in den nächsten Jahren in Anlehnung an die Originalbauten entstehen.
Das Haus ist ein Symbol für die Verflechtung der deutsch-polnischen Geschichte in der Region. Im Innern des Hauses ist heute eine Pension und Gaststätte untergebracht. Die Gasträume befinden sich unter anderem in der einstigen Stellmacherwerkstatt und in der Blockstube. In den Räumlichkeiten wird an die Historie des Hauses und des ehemaligen Ortes Wigancice, dessen Bewohner im Jahr 2000 ausgesiedelt wurden, um die Dorfflur als Haldensturz für den Braunkohletagebau Turów zu nutzen.
Man kann das Gebäude jährlich am letzten Maiwochenende im Rahmen des Tags des offenen Umgebindehauses, der in Deutschland, Polen und Tschechien stattfindet, besichtigen.